# Box la Jocurile Olimpice de vară din 1976
Competiția de box de la Jocurile Olimpice de vară din 1976 s-a desfășurat în perioada 18 - 31 iulie 1976, la Montreal în Canada. Au fost 11 probe sportive, în care au participat 266 de concurenți din 54 de țări. Primele trei țări în ceea ce privesc medaliile au fost Statele Unite ale Americii, Cuba și Coreea de Nord. România a câștigat 5 medalii: două medalii de argint (Mircea Simon, Simion Cuțov) și trei medalii de bronz (Costică Dafinoiu, Alec Năstac, Victor Zilberman), clasându-se pe locul 6 în clasamentul după medalii.

## Podium
| Categorie   | Aur                     | Argint                   | Bronz                                         |
| 48 kg       | Jorge Hernández (CUB)   | Byong Uk Li (PRK)        | Payao Pooltarat (THA) Orlando Maldonado (PUR) |
| 51 kg       | Leo Randolph (USA)      | Ramon Duvalon (CUB)      | David Torosian (URS) Leszek Blazynski (POL)   |
| 54 kg       | Yong Jo Gu (PRK)        | Charles Mooney (USA)     | Patrick Cowdell (GBR) Viktor Rybakov (URS)    |
| 57 kg       | Ángel Herrera (CUB)     | Richard Nowakowski (GDR) | Leszek Kosedowski (POL) Juan Paredes (MEX)    |
| 60 kg       | Howard Davis (USA)      | Simion Cuțov (ROU)       | Vasili Solomin (URS) Ace Rusevski (YUG)       |
| 63,5 kg     | Sugar Ray Leonard (USA) | Andrés Aldama (CUB)      | Vladimir Kolev (BUL) Kachimierz Szcerba (POL) |
| 67 kg       | Jochen Bachfeld (GDR)   | Pedro Gamarro (VEN)      | Reinhard Skricek (FRG) Victor Zilberman (ROU) |
| 71 kg       | Jerzy Rybicki (POL)     | Tadja Kacar (YUG)        | Viktor Savcenko (URS) Rolando Garbey (CUB)    |
| 75 kg       | Michael Spinks (USA)    | Rufat Riskiev (URS)      | Alec Năstac (ROU) Luis Felipe Martínez (CUB)  |
| 81 kg       | Leon Spinks (USA)       | Sixto Soria (CUB)        | Costică Dafinoiu (ROU) Janusz Gortat (POL)    |
| peste 81 kg | Teófilo Stevenson (CUB) | Mircea Simon (ROU)       | John Tate (boxer) (USA) Clarence Hill (BER)   |

## Clasament pe medalii
| Loc   | Țară                       | Aur | Argint | Bronz | Total |
| 1     | Statele Unite ale Americii | 5   | 1      | 1     | 7     |
| 2     | Cuba                       | 3   | 3      | 2     | 8     |
| 3     | Coreea de Nord             | 1   | 1      | 0     | 2     |
| 3     | Germania de Est            | 1   | 1      | 0     | 2     |
| 5     | Polonia                    | 1   | 0      | 4     | 5     |
| 6     | România                    | 0   | 2      | 3     | 5     |
| 7     | Uniunea Sovietică          | 0   | 1      | 4     | 5     |
| 8     | Iugoslavia                 | 0   | 1      | 1     | 2     |
| 9     | Venezuela                  | 0   | 1      | 0     | 1     |
| 10    | Insulele Bermude           | 0   | 0      | 1     | 1     |
| 10    | Bulgaria                   | 0   | 0      | 1     | 1     |
| 10    | Mexic                      | 0   | 0      | 1     | 1     |
| 10    | Marea Britanie             | 0   | 0      | 1     | 1     |
| 10    | Germania de Vest           | 0   | 0      | 1     | 1     |
| 10    | Puerto Rico                | 0   | 0      | 1     | 1     |
| 10    | Thailanda                  | 0   | 0      | 1     | 1     |
| Total | Total                      | 11  | 11     | 22    | 44    |